# 정찬형
정찬형(1958년 ~ )은 대한민국의 언론인이다. 충남대학교 사학과에서 학사 학위 취득하였다.
MBC 라디오 PD 출신으로, 2015년 12월 교통방송 사장에 취임하였다. MBC 라디오 PD 시절 <손석희의 시선집중>, <김미화의 세계는, 그리고 우리는>, <이종환, 최유라의 지금은 라디오시대>, <손숙, 김승현의 여성시대> <배철수의 음악캠프> 등을 연출했다. 2018년 9월 21일부터 YTN 사장이었다. 지금 YTN 사장은 김백이다.

## 가족 관계
- 아버지 : 정선채 ( ~ 2021년 1월 11일)
- 어머니 : 구부환 (생존)
- 형제자매 : 정복희, 정옥희, 정찬필